# Diplomystidae
Diplomystidae är en familj av fiskar som ingår i ordningen malartade fiskar (Siluriformes). Enligt Catalogue of Life omfattar familjen Diplomystidae 6 arter. 
Kladogram enligt Catalogue of Life:
| Diplomystidae | \| \| Diplomystes \| \| \| \| \| \| Olivaichthys \| \| \| \| |
|               | \| \| Diplomystes \| \| \| \| \| \| Olivaichthys \| \| \| \| |
|               | Diplomystes                                                  |
|               |                                                              |
|               | Olivaichthys                                                 |
|               |                                                              |